# هنری کنان بدیه
هنری کنان بدیه (انگلیسی: Henri Konan Bédié؛ زادهٔ ۵ مهٔ ۱۹۳۴ – درگذشتهٔ ۱ اوت ۲۰۲۳) سیاستمدار و دیپلمات اهل ساحل عاج بود. وی از ۷ دسامبر ۱۹۹۳ تا ۲۴ دسامبر ۱۹۹۹ رئیس‌جمهور این کشور بود.
هنری کنان بدیه در ۱ اوت ۲۰۲۳، در سن ۸۹ سالگی درگذشت.